# 勝田清孝事件
勝田清孝事件（勝田清孝事件），為1972年（昭和47年）9月至1982年（昭和57年）10月間，發生於日本的一宗借殺害他人作為宣洩家庭經營及職場壓力事件。
日本警視廳正式名稱「警察廳廣域重要指定第113號事件」（広域重要指定113号事件）。

## 概要
勝田清孝事件為以下事件集合： 
強盜罪部分
- 1977年（昭和52年）12月13日，兵庫県神戸市勞工金庫職員強盜事件。
- 1980年（昭和55年）2月15日，名古屋市瑞穂區信用金庫職員強盜事件。
- 1980年（昭和55年）7月30日，名古屋市名東區店家強盜事件。
- 1980年（昭和55年）11月8日，大阪府大阪市北區車輛強盜劫財事件。
- 1982年（昭和57年）8月18日，滋賀縣大津市停車場竊盜事件。

傷害罪部分
- 1972年（昭和47年）9月13日，京都府京都市女性傷害事件。
- 1975年（昭和50年）7月6日，大阪府吹田市女性傷害事件。
- 1976年（昭和51年）3月5日，愛知県名古屋市中區女性傷害事件。
- 1977年（昭和52年）6月30日，名古屋市南区打工女性傷害事件。
- 1977年（昭和52年）8月12日，名古屋市昭和區美容師傷害事件。
- 1982年（昭和57年）10月27日，愛知縣名古屋市愛知縣警察傷害事件。
- 1982年（昭和57年）10月31日，滋賀縣大津市油漆工人傷害事件。
- 1982年（昭和57年）11月1日，岐阜縣養老郡加油站職員傷害事件。

1983年1月31日犯嫌被愛知縣警方逮捕。2000年（平成12年）11月30日執行死刑。 